# Club Deportivo San José (voleibol)
El equipo de Club Deportivo San José de Soria, España, disputaba los partidos en el pabellón Polideportivo de Los Pajaritos, un pabellón con una capacidad de 2.000 personas.
El club se fundó en 1978 con la denominación de Club Deportivo San José. En 1988 consiguió acceder a la Superliga y desapareció como tal al unirse en 1998 al Club Deportivo Numancia como sección deportiva. La deuda de 9 millones de pesetas que tenía la entidad fue la que propició a que se uniera a la estructura del Club Deportivo Numancia quien asume como propia la deuda.

## Historia
Tras muchas temporadas con presupuestos en rojo, el club tuvo que unirse en 1998 al Club Deportivo Numancia como sección deportiva. La deuda de 9 millones de pesetas que tenía la entidad fue la que propició a que se uniera a la estructura del Club Deportivo Numancia quien asume como propia la deuda. Así, desapareció el primer club en la élite de la ciudad de Soria.

## Palmarés
Nota: en negrita competiciones vigentes en la actualidad.
| Competición nacional                  | Títulos           | Subcampeonatos    |
| ------------------------------------- | ----------------- | ----------------- |
| Superliga Masculina de Voleibol (2/2) | 1994-95, 1995-96. | 1993-94, 1996-97. |
| Copa del Rey (1/2)                    | 1994.             | 1996, 1998.       |
| Supercopa de España (1/2)             | 1994.             | 1995, 1996.       |

Nota: en negrita competiciones vigentes en la actualidad.
| Competición continental | Títulos | Subcampeonatos |
| ----------------------- | ------- | -------------- |
| Copa CEV (0/1)          |         | 1994-95.       |